# Yamaha PSR

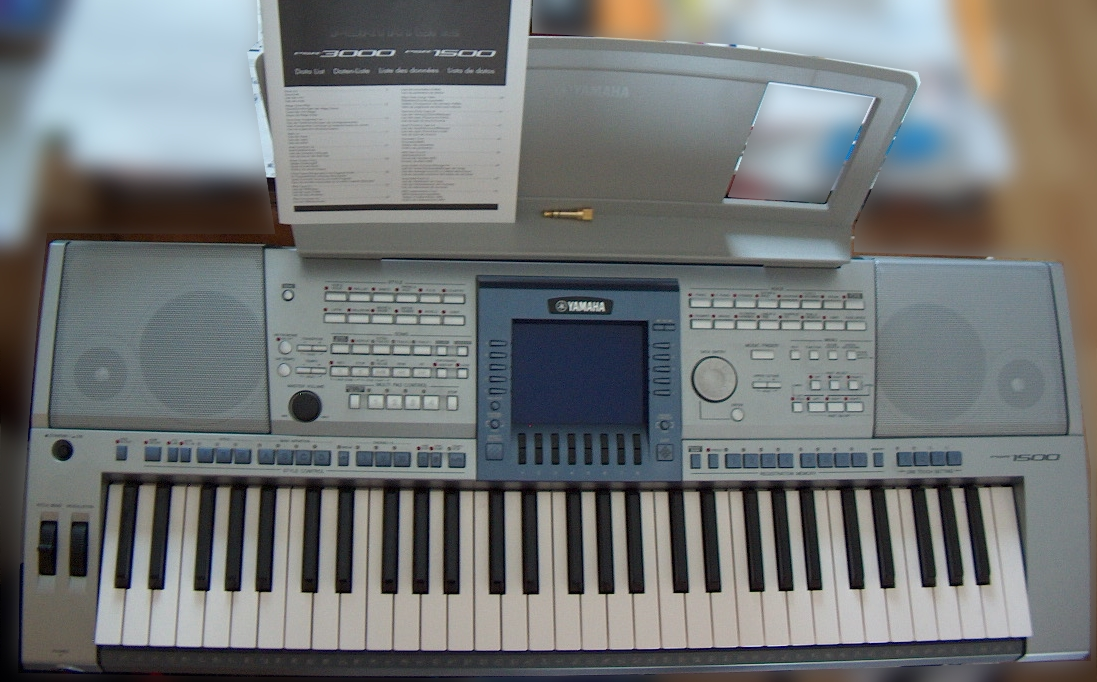
Vue du dessus d'un PSR 1500

La gamme PSR de la marque Yamaha regroupe un ensemble de synthétiseurs/arrangeurs.
La liste qui suit est pour le moment non exhaustive.

## Présentation de la gamme
- Série PSR Karaoké
  - Yamaha PSR K1

- Série PSR Classique (Classé par perfectionnement technologique croissant)
  - Yamaha PSR 125
  - Yamaha PSR 172
  - Yamaha PSR 175
  - Yamaha PSR 273
  - Yamaha PSR 245
  - Yamaha PSR 280
  - Yamaha PSR 295
  - Yamaha PSR A300
  - Yamaha PSR A350
  - Yamaha PSR 450
  - Yamaha PSR 540
  - Yamaha PSR 730
  - Yamaha PSR 740
  - Yamaha PSR A1000
  - Yamaha PSR 2000
  - Yamaha PSR 2100
  - Yamaha PSR 1500
  - Yamaha PSR 3000
  - Yamaha PSR 8000
  - Yamaha PSR 9000
  - Yamaha PSR F51
  - Yamaha PSR E263
  - Yamaha PSR E363
  - Yamaha PSR E443
  - Yamaha PSR E453
  - Yamaha PSR A350
  - Yamaha PSR A3000

- Série PSR-S (série haut de gamme ou pro des PSR - Classé par niveau de fonctionnalité croissant, technologie identique)
  - Yamaha PSR-S670
  - Yamaha PSR-S770
  - Yamaha PSR-S900
  - Yamaha PSR-S950
  - Yamaha PSR-S970
  - Série PSR-SX qui remplace la série PSR-S : Modèles PSR-SX900, PSR-SX700, PSR-SX600

- Série Tyros (Classé par perfectionnement technologique croissant)

- - Yamaha PSR Tyros
  - Yamaha PSR Tyros 2

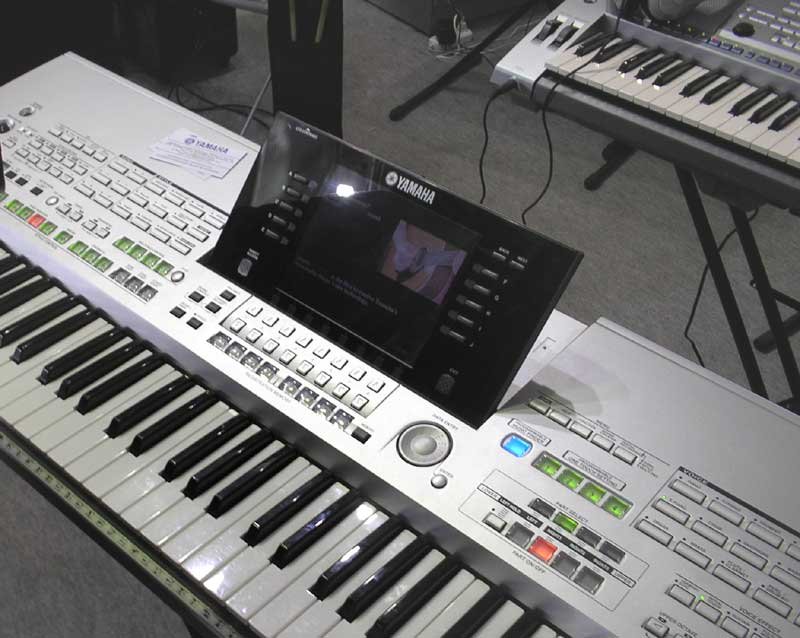
Tyros 1

  - Yamaha PSR Tyros 3 (sorti en octobre 2008)
  - Yamaha PSR Tyros 4 (sorti en 2010)
  - Yamaha PSR Tyros 5 (sorti en 2013 - existe en versions 61 ou 76 touches)
- E Série (E pour Educating/Exploring)
  - Yamaha PSR E203
  - Yamaha PSR E303
  - Yamaha PSR E435
  - Yamaha PSR E463

## PSR 1500
Le PSR 1500 de Yamaha est le premier arrangeur à permettre une connexion internet directe et sans configuration. Cet exemple montre que la marque Yamaha essaye d'intégrer les nouvelles technologies dans leurs instruments électroniques qui sont en constante évolution comme l'atteste la liste qui montre la diversité de leurs modèles PSR.

### Caractéristiques techniques
- Ce clavier comporte 61 touches qui sont dites "dynamiques" c’est-à-dire qu'elles sont capables d'associer à leur signal une valeur de toucher : le volume du son reproduit sera proportionnel à la force exercée sur la touche pour l'activer, selon une sensibilité réglable.

- Cet arrangeur comporte un écran LCD de 5,7 pouces soit environ 12 cm de largeur pour 9 cm de hauteur. Cet affichage possède un rétroéclairage bleu à intensité réglable. Cet écran n'est pas tactile.

- Le PSR 1500 peut reproduire avec la plus grande fidélité 791 sonorités (ou instruments) qui incluent les "Organ Flutes" (Orgues à flûtes) et 14 voix correspondant à une technologie spéciale à savoir :

- - 8 voix "Sweet" capables d'imiter les variations des cuivres et bois notamment,
  - 5 voix "Cool" échantillonnées en studio et avec une haute fidélité,
  - 1 voix "Live" reproduisant toutes les caractéristiques du vrai instrument, selon la force d'appui, les harmoniques en présence ...

- Un module de création de sonorités est disponible sous le nom de "Voice Creator" et permet en agissant sur des règlage fin, d'imiter n'importe quel sonorité naturelle ou non.

- Les effets disponibles sont nombreux, on compte parmi eux :

- - "REVERB" qui imite la réverbération selon des paramètres réglables.
  - "CHORUS" qui imite la présence de plusieurs instruments jouant en même temps.
  - "DSP" qui permet par exemple d'appliquer des effets tel que "Cave" ou "Hangar" ou encore "Auditorium"
  - "PART EQ" qui permet de configurer à sa guise les effets de l'égaliseur.

- 170 "Styles" sont disponibles. Un "Style" est en fait une reproduction fidèle d'un motif musical répétitif correspondant à un genre particulier. C'est l'accompagnement que l'interprète met en fond du morceau qu'il joue. Chaque style se divise en plusieurs motifs :

- - Intro 1 - Une introduction légère et courte
  - Intro 2 - Une introduction mettant en jeu plus d'instruments et moyennement longue
  - Intro 3 - Une introduction orchestrale et longue
  - A - Une variation comportant basse + accords plaqués
  - B - A avec des motifs différents et plus d'instruments
  - C - B amélioré avec plus d'instruments jouant en même temps un motif qui se répète
  - D - Accompagnement complet (6 à 8 voix)
  - Ending 1 - Une conclusion courte
  - Ending 2 - Voir Intro 2 mais pour terminer
  - Ending 3 - Voir Intro 3 mais pour terminer

- Outil "Music Finder" qui permet de régler le PSR 1500 en une seule fois pour jouer un morceau dont on connait le titre. Il suffit de donner le titre au clavier pour qu'il paramètre automatiquement l'orchestration.

- Outil "Style Creator" pour créer ses propres accompagnements.

- 54 banques de 4 "MultiPads" qui sont en fait des motifs musicaux le plus souvent classés par thèmes. Ils permettent d'enrichir un morceau par "petite touche".

- Des outils avancés pour la reproduction des "Song" (Morceaux *.mid)

- - SCORE - Affiche la partition de n'importe quelle piste qu'il suffit de sélectionner. "GUIDE" permet d'arrêter la reproduction tant que la bonne note n'a pas été appuyée
  - KARAOKE - Permet d'afficher les paroles des morceaux *.mid qui en possèdent. Il faut également noter que le PSR 1500 sait lire les fichiers *.kar

- Le stockage des données s'effectue sur la mémoire flash interne de 650 Ko, ainsi que sur les plusieurs supports amovibles supportés :

- - Floppy Disk pour lire les Disquettes. (Port USB sur le PSR 1500)
  - Clé USB de toutes les tailles. (Port USB sur le PSR 1500)
  - Cartes Smart Media. (Lecteur intégré.)

- Connexion directe à internet[réf. nécessaire].

### Caractéristiques matérielles
- Poids : 10 kg environ.
- Dimensions : 100 × 40 × 17 (en cm)

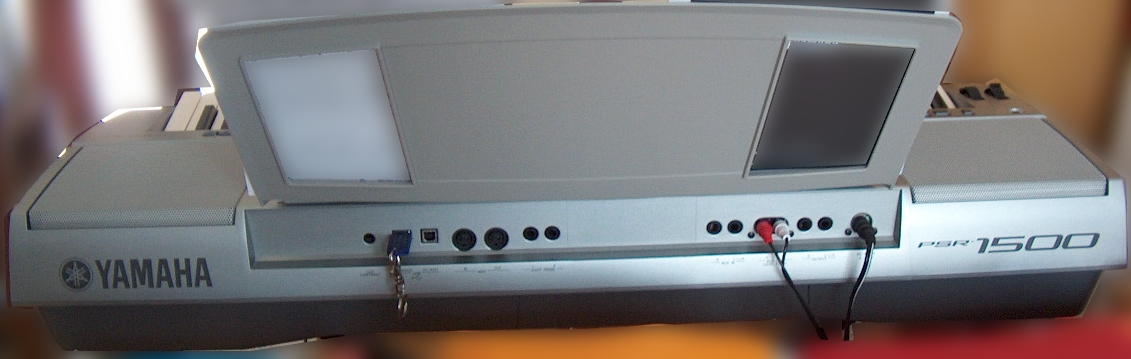
Face arrière d'un PSR 1500 laissant voir sa connectique : Réglagle contraste, USB, MIDI, Foot Pedal, AUX In, AUX Out, OUTPUT et Alim.

- Haut parleur : 2 × 12 watts sur 4 haut-parleurs bass-reflex
- Deux pédales de Sustain et/ou d'Expression sont éventuellement ajoutable.